# Timor
Timor es una isla al sur de Insulindia, dividida entre el estado independiente de Timor Oriental y Timor Occidental, parte de la provincia indonesia de Nusa Tenggara Oriental. El nombre es una variante de timur, palabra que en malayo significa «este», llamada así por estar localizada en el confín oriental de una cadena de islas.

## Geografía
Al sur y sureste de Timor se encuentra Australia.  Al noroeste, la isla de Célebes, y al oeste, la isla de Sumba. En las proximidades se encuentran la isla de Flores y Alor, y al noreste las islas Barat Daya.
Timor está cubierto de selvas tropicales y subtropicales, con muchos árboles de hoja caduca que pierden sus hojas durante la estación seca.
En Timor hubo durante mucho tiempo una cumbre volcánica, cuya luz sirvió como faro a los marineros que navegaban los mares próximos. En 1637 se produjo una gran erupción en la montaña de la que no quedó más que un lago que ahora ocupa su lugar.
Según la mitología local, la isla de Timor era un cocodrilo gigante.

## Lengua, grupos étnicos y religión
- Idiomas oficiales:
  - Idioma tetun
  - Idioma indonesio
  - Idioma portugués

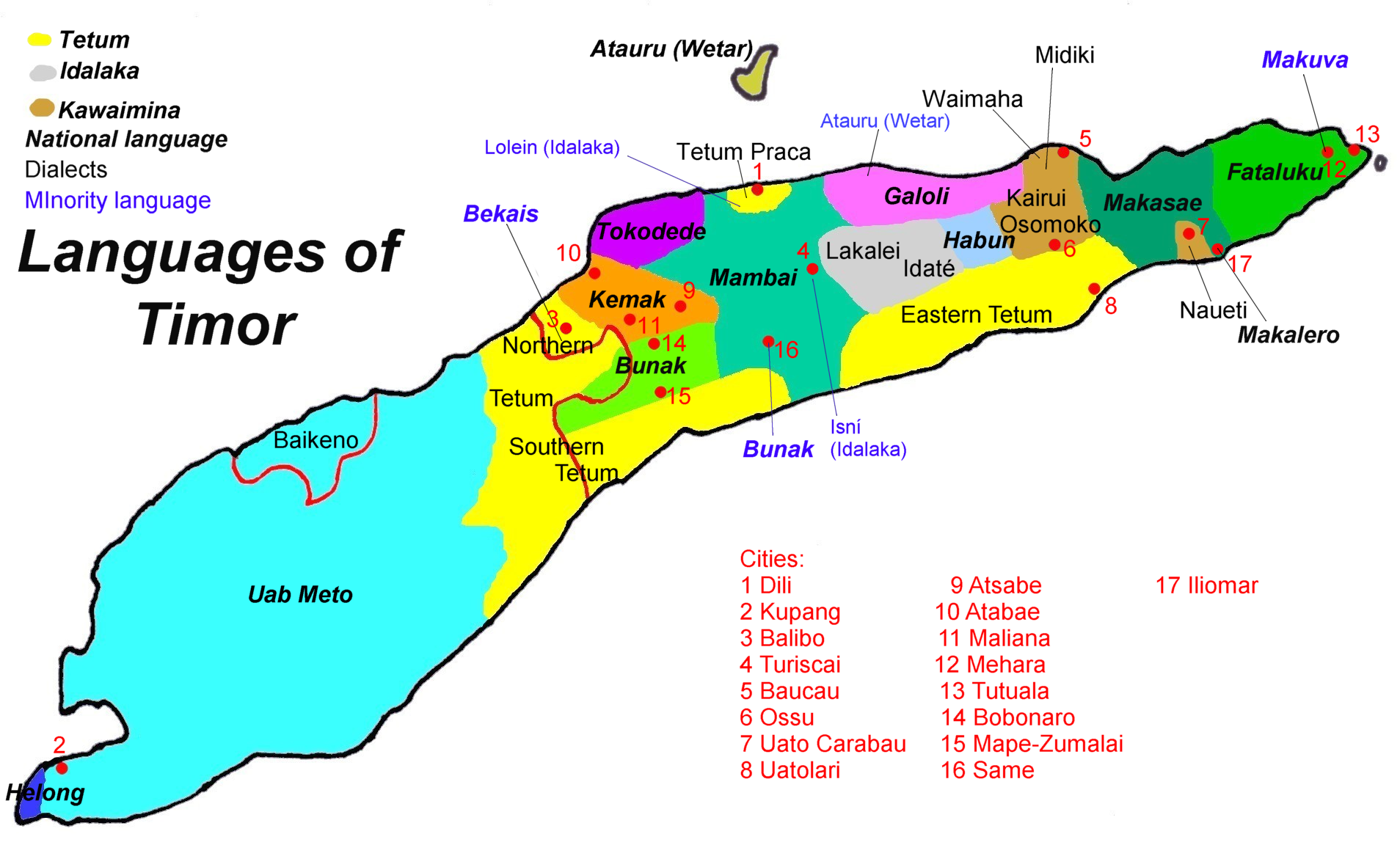
Mapa lingüístico de Timor

Los antropólogos identifican once grupos etnolingüísticos distintos en Timor. Los más grandes son los Atoni de Timor occidental y los Tetum de Timor central y oriental. La mayoría de las lenguas timorenses pertenecen a la rama Timor-Babar de las lenguas austronesias que se hablan en todo el archipiélago indonesio. Aunque faltan pruebas léxicas, se cree que las lenguas no austronesias de Timor están relacionadas con las lenguas habladas en Halmahera y en Nueva Guinea Occidental.
Las lenguas oficiales de Timor Oriental son el tetum y el portugués, mientras que en Timor Occidental es el indonesio. El indonesio, un dialecto estandarizado del malayo, también se habla y entiende ampliamente en Timor Oriental.
El cristianismo es la religión dominante en toda la isla de Timor, con cerca del 90% de la población. Sin embargo, su distribución es desigual, ya que en Timor Occidental hay un 58% de protestantes y un 37% de católicos, y en Timor Oriental hay un 98% de católicos y un 1% de protestantes. El islam y el animismo constituyen la mayor parte del resto, con un 5% cada uno en toda la isla.

## Historia
La isla ha estado políticamente dividida en dos partes durante algunos años por colonias europeas: Timor Occidental, conocido como Timor neerlandés desde la primera década del siglo XIX hasta 1956 en que se convirtió en el Timor indonesio, parte de Indonesia formada por las antiguas Indias Orientales Neerlandesas y Timor Oriental conocido como el Timor portugués desde 1596 hasta 1975. Timor Oriental incluye el enclave de Oecussi-Ambeno en Timor Occidental. Los Países Bajos y Portugal no resolvieron formalmente el contencioso fronterizo hasta 1914.
Los portugueses descubrieron Timor en el inicio del siglo XVI, mientras que los holandeses llegaron más tarde (alrededor de 1600) y adquirieron del rajá de Kupang casi la totalidad de sus estados. Desde 1556 los Orden Dominicana establecida en la isla cercana de Solor enviaron una misión permanente a la isla, estableciendo la aldea de Lifau. Estos establecieron a mediados del siglo XVI una especie de gobierno eclesiástico en dicho sector de la isla, el cual duró casi un siglo. El virrey de la india portuguesa puso fin a este estado, nombrando un gobernador de Timor en Solor. 
En 1719, durante el gobierno de Antonio de Alburquerque, los sultanes indígenas intentaron sublevarse contra la dominación de los portugueses, pero muy pronto se vieron obligados a capitular.
En 1731 una nueva revolución, a la cabeza de la cual se encontraba un oficial portugués llamado Varella, puso fin a la dominación portuguesa. Todas las plazas de la costa cayeron en manos de los rebeldes, excepto Manatulo y Lifau, a donde se retiró el gobernador. Gracias a nuevos refuerzos, el gobernador acabó por pacificar la isla en 1732. Es en esta época cuando los holandeses comenzaron a aumentar sus posesiones. Tras una lucha bastante larga, los portugueses fueron vencidos en 1749 y en 1752 los holandeses celebraron un tratado con el rajá de Amanubang y en 1758 con el de Savu.
Durante las guerras napoleónicas, los ingleses ocuparon la isla, pero la devolvieron en 1814. Tras ello, Países Bajos intentó comprar la parte portuguesa, pero su oferta fue rechazada, y en 1859 se firmó un tratado de límites, sin que se llegaran durante muchos años a ponerse de acuerdo sobre las fronteras. En 1914 el litigio fue sometido al arbitraje del ministro de Suiza en París, cuya decisión fue aceptada por las dos partes.
El ejército indonesio invadió Timor Oriental el 7 de diciembre de 1975, una semana después de la proclamación de la independencia de Lisboa. Desde entonces hasta septiembre de 1999, se registró en el territorio el mayor genocidio proporcional a la población de un país jamás verificado: 220 000 muertos, en una población que en 1975 se calculaba en 650 000 habitantes. 
Tras su anexión por parte de Indonesia en 1976, Timor Oriental fue llamado Timor Timur o Tim-Tim. A nivel nacional fue consideraba la vigesimoséptima provincia del país, pero nunca fue reconocida por las Naciones Unidas. Después de un acto de autodeterminación en 1999, en el que la población rechazó la oferta de autonomía dentro de Indonesia, Timor Oriental accedió a la independencia en 2002.

## Administración
| Nombre                      | Capital        | Superficie (km2) | Población censo 2018 | IDH 2019      | PBI per cápita US$ | PBI per cápita PPP US$ | País                      |
| --------------------------- | -------------- | ---------------- | -------------------- | ------------- | ------------------ | ---------------------- | ------------------------- |
| Kupang City                 | Kupang         | 160              | 423 800              | 0.796 (High)  | 4,098              | 13,471                 | Bandera de Indonesia      |
| Kupang Regency              | id             | 5898             | 387 479              | 0.644 (Medio) | 1,407              | 4,625                  | Bandera de Indonesia      |
| North Central Timor Regency | Kefamenanu     | 2669             | 251 993              | 0.633 (Medio) | 1,146              | 3,767                  | Bandera de Indonesia      |
| Belu Regency                | Atambua        | 1284             | 216 783              | 0.625 (Medio) | 1,462              | 4,806                  | Bandera de Indonesia      |
| South Central Timor Regency | Soe            | 3947             | 465 970              | 0.622 (Medio) | 1,204              | 3,958                  | Bandera de Indonesia      |
| Malaka Regency              | Betun          | 1160             | 189 220              | 0.603 (Medio) | 1,036              | 3,406                  | Bandera de Indonesia      |
| Timor Occidental            | Kupang         | 15 120           | 1 935 245            | 0.664 (Medio) | 1,884              | 6,193                  | Bandera de Indonesia      |
| Dili                        | Dili           | 367              | 252 884              | 0.709 (High)  |                    |                        | Bandera de Timor Oriental |
| Liquiçá                     | Liquiçá        | 549              | 73 027               | 0.613 (Medio) |                    |                        | Bandera de Timor Oriental |
| Manufahi                    | Same           | 1323             | 52 246               | 0.598 (Medio) |                    |                        | Bandera de Timor Oriental |
| Manatuto                    | Manatuto       | 1782             | 45 541               | 0.596 (Medio) |                    |                        | Bandera de Timor Oriental |
| Covalima                    | Suai           | 1203             | 4550                 | 0.596 (Medio) |                    |                        | Bandera de Timor Oriental |
| Aileu                       | Aileu          | 737              | 48 554               | 0.594 (Medio) |                    |                        | Bandera de Timor Oriental |
| Lautém                      | Lospalos       | 1813             | 64 135               | 0.586 (Medio) |                    |                        | Bandera de Timor Oriental |
| Viqueque                    | Viqueque       | 1877             | 77 402               | 0.584 (Medio) |                    |                        | Bandera de Timor Oriental |
| Bobonaro                    | Maliana        | 1376             | 98 932               | 0.584 (Medio) |                    |                        | Bandera de Timor Oriental |
| Baucau                      | Baucau         | 1506             | 124 061              | 0.584 (Medio) |                    |                        | Bandera de Timor Oriental |
| Ainaro                      | Ainaro         | 804              | 66 397               | 0.545 (Low)   |                    |                        | Bandera de Timor Oriental |
| Ermera                      | Gleno          | 768              | 127 283              | 0.543 (Low)   |                    |                        | Bandera de Timor Oriental |
| Oecusse (SAR)               | Pante Macassar | 814              | 72 230               | 0.542 (Low)   |                    |                        | Bandera de Timor Oriental |
| Timor Oriental              | Dili           | 15 007           | 1 183 643            | 0.606 (Medio) | 1,294              | 3,252                  | Bandera de Timor Oriental |
| Timor                       | –              | 30 777           | 3 118 888            | 0.635 (Medio) | 1,589              | 4,722                  | y                         |

## Economía

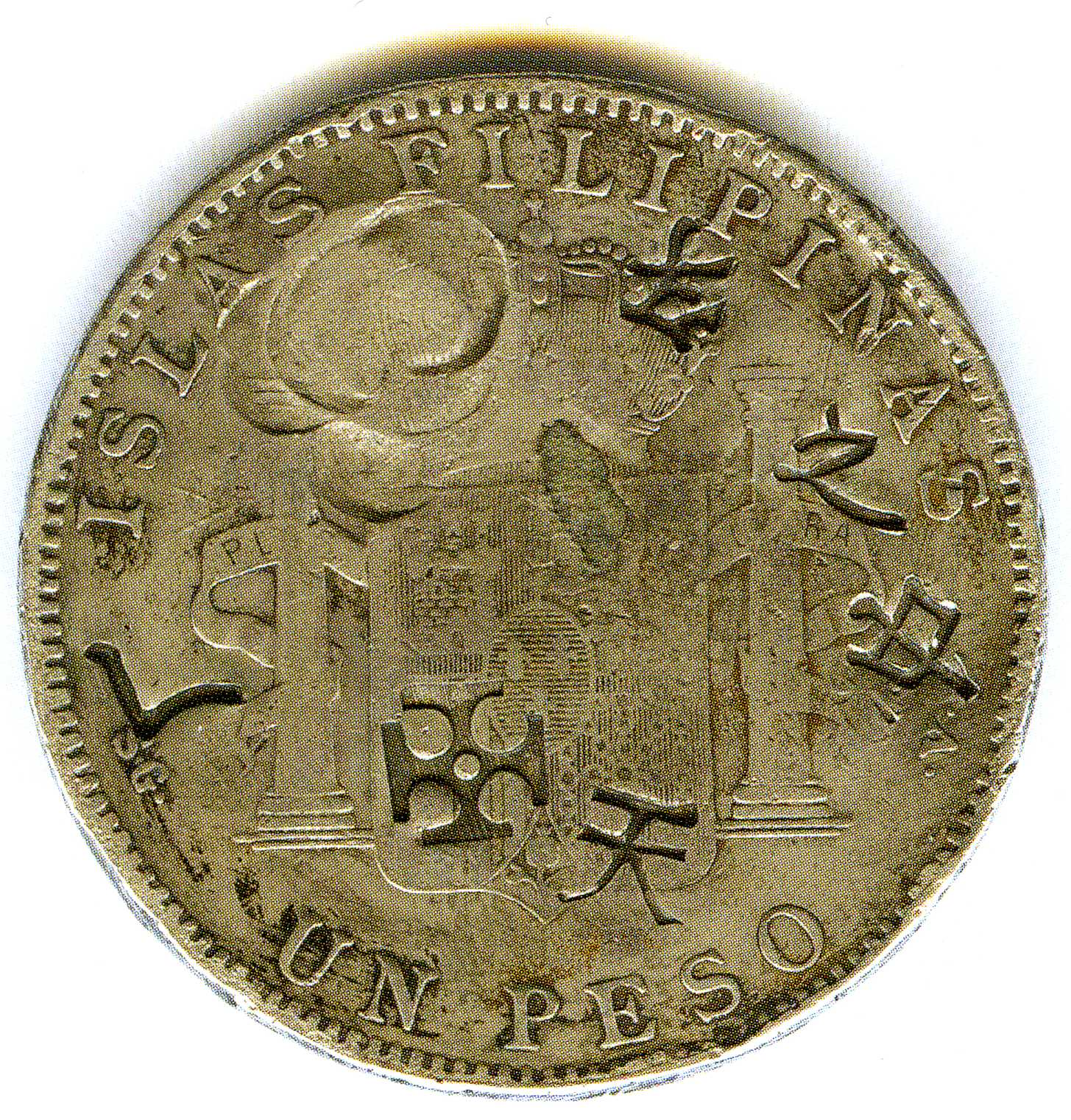
Moneda de Alfonso XIII que circuló en Timor con Cruz de Cristo y diferentes marcas.

Debido a su precaria economía y a sus constantes revueltas, se permitió la circulación de monedas extranjeras en todo el territorio. Para legalizar dicha circulación se contramarcaron las monedas con diferentes marcas y leyendas. Durante el reinado de Carlos I de Portugal, por decreto de 13 de junio de 1900, se ordenó contramarcar todas las piezas mexicanas, francesas y brasileñas que circulaban en la isla por valor de 1000 reis. El numerario de la isla estaba compuesto por monedas de 8 reales de la República de México y de la metrópoli portuguesa. Aunque se conocen también varias piezas de 8 reales del rey Carlos IV y monedas de 1 peso del rey Alfonso XIII de Filipinas con fecha 1897. Según el autor portugués Costa-Gomes el sello consistía en la “Cruz de Cristo” con cuatro brazos y agujero central. Su tamaño oscila entre 5 y 7 milímetros, existen variantes de los punzones con cruces. Las piezas españolas y de otros países con esta contramarca son muy raras.

## Flora y fauna
Timor y sus islas costeras, como Atauro, un antiguo lugar de exilio cada vez más conocido por sus playas y corales, así como Jaco junto con Wetar y las otras Islas Barat Daya al noreste constituyen la ecorregión de los bosques caducifolios de Timor y Wetar. La vegetación natural era de bosques tropicales latifoliados secos con un sotobosque de arbustos y hierbas que mantenía una rica fauna. Sin embargo, gran parte del bosque original se ha talado para la agricultura, sobre todo en las costas de Timor y en las islas más pequeñas, como Atauro. Aparte de un gran bloque en el centro de Timor, sólo quedan manchas. Esta ecorregión forma parte de la zona de Wallacea con una mezcla de plantas y animales originarios de Asia y Australasia; se encuentra en la parte occidental de Wallacea, en la que predominan las especies asiáticas.
Muchos árboles son caducifolios o parcialmente caducifolios, dejando caer sus hojas durante la estación seca; también hay perennifolios y árboles espinosos en el bosque. Entre los árboles típicos de las laderas de las tierras bajas se encuentran Sterculia foetida, Calophyllum teysmannii y Aleurites moluccanus'.
Durante el Pleistoceno, Timor fue la morada de extintos lagartos monitor gigantes  similares al dragón de Komodo. Al igual que Flores, Sumba y Sulawesi, Timor también fue en su día el hábitat del extinto stegodon enano, pariente del elefante.
La fauna actual incluye varias especies endémicas, como la musaraña de Timor y la rata de Timor. El cuscús gris, un marsupial de origen australasiano, también existe, pero se cree que es introducido. La isla cuenta con un gran número de aves, principalmente de origen asiático con algunas de origen australasiano. Hay un total de 250 especies de las cuales veinticuatro son endémicas, debido al relativo aislamiento de Timor, incluyendo cinco especies amenazadas; la paloma de Timor, la paloma perdiz de la Wetar, el vinago de Timor, la dúcula de Timor, y el lorito iris.
Los cocodrilos de agua salada se encuentran en los humedales, mientras que las pitones reticuladas pueden encontrarse en los bosques y praderas de Timor. Sin embargo, se desconoce el tamaño y la situación de las poblaciones.
Entre las especies de ranas de Timor se encuentran Duttaphrynus melanostictus, Hoplobatrachus tigerinus, Limnonectes timorensis, Litoria everetti, y Polypedates leucomystax. Recientemente también se ha descubierto en Timor una nueva especie de rana microlyhid perteneciente al género Kaloula.
Se conocen fósiles del Cretácico Superior de vertebrados marinos de los yacimientos de Timor Oriental. Entre ellos se incluyen mosasaurioss como el Globidens timorensis, tiburones lamniforme, celacantoss y el choristodere Champsosaurus'.